# (9713) Oceax
(9713) Oceax (1973 SP1) – planetoida z grupy trojańczyków okrążająca Słońce w ciągu 11,86 lat w średniej odległości 5,2 j.a. Odkryta 19 września 1973 roku.